# Cròsa
Cròsa (occità) o Croze (francès) és una comuna (municipi) al departament de Cruesa de la regió de Nova Aquitània. La seva població al cens de 1999 era de 211 habitants. Està integrada a la Communauté de communes des Sources de la Cruesa.
| 1968 | 1975 | 1982 | 1990 | 1999 |
| ---- | ---- | ---- | ---- | ---- |
| 245  | 196  | 211  | 202  | 211  |

| Període   | Identitat           | Partit |
| --------- | ------------------- | ------ |
| 2001-2008 | Jacqueline Lecardez |        |
| 2008-     | Didier Ternat       |        |